# Kniptjärnen (Norsjö socken, Västerbotten)
Kniptjärnen är en sjö i Norsjö kommun i Västerbotten och ingår i Skellefteälvens huvudavrinningsområde.